# Baby by Me
Baby by Me – singel 50 Centa pochodzący z jego czwartego albumu Before I Self Destruct (2009). Producentem utworu jest Polow da Don, a autorami tekstu są 50 Cent i Ne-Yo, który występuje w utworze gościnnie. Piosenka zawiera sample z innego utworu 50 Centa, „I Get Money”.

## Pozycje na listach
| Lista przebojów (2009)               | Najwyższa pozycja |
| ------------------------------------ | ----------------- |
| Australia Singles Chart              | 24                |
| Australia Singles Chart              | 56                |
| Kanada Hot 100                       | 53                |
| Europa Hot 100 Singles               | 32                |
| Francja Digital Singles Chart        | 33                |
| Niemcy Singles Chart                 | 26                |
| Irlandia Singles Chart               | 27                |
| Szwajcaria Singles Chart             | 43                |
| UK Singles Chart                     | 17                |
| UK R&B Singles Chart                 | 9                 |
| U.S. Billboard Hot 100               | 28                |
| U.S. Billboard Hot R&B/Hip-Hop Songs | 7                 |
| U.S. Billboard Rap Songs             | 3                 |